# 2019-es Formula–2 olasz nagydíj
A 2019-es Formula–2 olasz nagydíj egy két futamból álló versenyhétvége volt, amelyet szeptember 7-8. között rendeztek meg a Autodromo Nazionale di Monza versenypályán Monzában-ban. Ez volt a tizedik fordulója a 2019-es FIA Formula–2 szezonnak. A versenyeket az Formula–1 olasz nagydíj betétfutamaiként tartották meg. A főversenyt a japán Macusita Nobuharu, míg a sprintversenyt a brit Jack Aitken nyerte meg.

## Változások a verseny előtt
Anthoine Hubert belga nagydíjon történt végzetes kimenetelű balesetet követően a mezőny létszáma lecsökkent az olasz hétvégére. Juan Manuel Correa sérülés miatt kényszerült kihagyni a versenyhétvégét. A BWT Arden, a Sauber Junior Team by Charouz és Trident csapat versenyautóit lefoglalta a belga hatóság, így ezek a csapatok egy autóval álltak rajhoz. Ralph Boschung a Trident csapat döntése miatt nem indulhatott, az ő autóját Giuliano Alesi vezette.

## Eredmények

### Kvalifikáció
| Poz.                  | #  | Versenyző            | Csapat                        | Idő      | Különbség | Rajthely |
| --------------------- | -- | -------------------- | ----------------------------- | -------- | --------- | -------- |
| 1                     | 11 | Callum Ilott         | Sauber Junior Team by Charouz | 1:33.887 | –         | 1        |
| 2                     | 7  | Csou Kuan-jü         | UNI-Virtuosi Racing           | 1:34.030 | +0.143    | 2        |
| 3                     | 3  | Nyikita Mazepin      | ART Grand Prix                | 1:34.063 | +0.176    | 3        |
| 4                     | 5  | Sérgio Sette Câmara  | DAMS                          | 1:34.272 | +0.385    | 4        |
| 5                     | 2  | Macusita Nobuharu    | Carlin                        | 1:34.419 | +0.532    | 5        |
| 6                     | 6  | Nicholas Latifi      | DAMS                          | 1:34.885 | +0.998    | 6        |
| 7                     | 16 | Jordan King          | MP Motorsport                 | 1:34.944 | +1.057    | 7        |
| 8                     | 9  | Mick Schumacher      | Prema Racing                  | 1:35.082 | +1.195    | 8        |
| 9                     | 1  | Louis Delétraz       | Carlin                        | 1:35.101 | +1.214    | 9        |
| 10                    | 10 | Sean Gelael          | Prema Racing                  | 1:35.148 | +1.261    | 10       |
| 11                    | 20 | Giuliano Alesi       | Trident                       | 1:35.310 | +1.423    | 11       |
| 12                    | 15 | Jack Aitken          | Campos Racing                 | 1:35.547 | +1.660    | 12       |
| 13                    | 8  | Luca Ghiotto         | UNI-Virtuosi Racing           | 1:35.641 | +1.754    | 13       |
| 14                    | 14 | Szató Marino         | Campos Racing                 | 1:36.709 | +2.822    | 14       |
| 15                    | 17 | Mahaveer Raghunathan | MP Motorsport                 | 1:37.027 | +3.140    | 15       |
| 107%-os idő: 1:40.459 |    |                      |                               |          |           |          |
| NK                    | 18 | Tatiana Calderón     | BWT Arden                     | 1:46.667 | +12.780   | 16[a]    |
| KIZ                   | 4  | Nyck de Vries        | ART Grand Prix                | 1:34.156 | +0.269    | 17[b]    |
| Forrás:               |    |                      |                               |          |           |          |

Megjegyzések:
- ↑ a:  – Tatiana Calderón nem teljesítette a kvalifikáláshoz szükséges követelményt, így csak külön engedéllyel indulhatott a futamokon.
- ↑ b:  – Nyck de Vriest szabálytalan üzemanyag használata miatt kizárták a kvalifikáció után.[8]

### Főverseny
| Poz.                                                                  | #  | Versenyző            | Csapat                        | Körök | Idő/Kiesés          | Rajthely | Pont |
| --------------------------------------------------------------------- | -- | -------------------- | ----------------------------- | ----- | ------------------- | -------- | ---- |
| 1                                                                     | 2  | Macusita Nobuharu    | Carlin                        | 30    | 48:56.512           | 5        | 25   |
| 2                                                                     | 8  | Luca Ghiotto         | UNI-Virtuosi Racing           | 30    | +5.752              | 13       | 18+2 |
| 3                                                                     | 4  | Nyck de Vries        | ART Grand Prix                | 30    | +9.207              | 17       | 15   |
| 4                                                                     | 11 | Callum Ilott         | Sauber Junior Team by Charouz | 30    | +17.213             | 1        | 12+4 |
| 5                                                                     | 5  | Sérgio Sette Câmara  | DAMS                          | 30    | +20.487             | 4        | 10   |
| 6                                                                     | 16 | Jordan King          | MP Motorsport                 | 30    | +24.810             | 7        | 8    |
| 7                                                                     | 20 | Giuliano Alesi       | Trident                       | 30    | +32.335             | 11       | 6    |
| 8                                                                     | 15 | Jack Aitken          | Campos Racing                 | 30    | +33.059             | 12       | 4    |
| 9                                                                     | 10 | Sean Gelael          | Prema Racing                  | 30    | +38.890             | 10       | 2    |
| 10                                                                    | 17 | Mahaveer Raghunathan | MP Motorsport                 | 30    | +1:12.785           | 15       | 1    |
| 11                                                                    | 3  | Nyikita Mazepin      | ART Grand Prix                | 29    | +1 kör              | 3        |      |
| 12                                                                    | 14 | Szató Marino         | Campos Racing                 | 29    | +1 kör              | 14       |      |
| 13                                                                    | 6  | Nicholas Latifi      | DAMS                          | 29    | +1 kör              | 6        |      |
| Hn                                                                    | 9  | Mick Schumacher      | Prema Racing                  | 22    | +8 kör              | 8        |      |
| Ki                                                                    | 7  | Csou Kuan-jü         | UNI-Virtuosi Racing           | 13    | baleseti sérülés[c] | 2        |      |
| Ki                                                                    | 18 | Tatiana Calderón     | BWT Arden                     | 5     | kicsúszás           | 16       |      |
| Ki                                                                    | 1  | Louis Delétraz       | Carlin                        | 1     | kicsúszás           | 9        |      |
| Leggyorsabb kör: Mick Schumacher (Prema Racing) 1:34.632 (21. kör)[d] |    |                      |                               |       |                     |          |      |
| Forrás:                                                               |    |                      |                               |       |                     |          |      |

Megjegyzések:
- ↑ c:  – Csou Kuan-jü egy három rajthelyes büntetést kapott a sprintversenyre, miután elkerülhető balesetet okozott Nicholas Latifivel.[9]
- ↑ d:  – Mick Schumacher szerezte meg a leggyorsabb kört, azonban a legjobb tízen kívül ért célba, így a bónuszpontokat Luca Ghiotto kapta meg.

### Sprintverseny
| Poz.                                                              | #  | Versenyző            | Csapat                        | Körök | Idő/Kiesés       | Rajthely | Pont |
| ----------------------------------------------------------------- | -- | -------------------- | ----------------------------- | ----- | ---------------- | -------- | ---- |
| 1                                                                 | 15 | Jack Aitken          | Campos Racing                 | 21    | 34:26.288        | 1        | 15   |
| 2                                                                 | 16 | Jordan King          | MP Motorsport                 | 21    | +2.764           | 3        | 12   |
| 3                                                                 | 4  | Nyck de Vries        | ART Grand Prix                | 21    | +6.530           | 6        | 10   |
| 4                                                                 | 7  | Csou Kuan-jü         | UNI-Virtuosi Racing           | 21    | +7.612           | 17       | 8    |
| 5                                                                 | 2  | Macusita Nobuharu    | Carlin                        | 21    | +8.189           | 8        | 6    |
| 6                                                                 | 9  | Mick Schumacher      | Prema Racing                  | 21    | +8.541           | 14       | 4+2  |
| 7                                                                 | 20 | Giuliano Alesi       | Trident                       | 21    | +12.851          | 2        | 2    |
| 8                                                                 | 1  | Louis Delétraz       | Carlin                        | 21    | +13.389          | 16       | 1    |
| 9                                                                 | 3  | Nyikita Mazepin      | ART Grand Prix                | 21    | +13.941          | 9        |      |
| 10                                                                | 6  | Nicholas Latifi      | DAMS                          | 21    | +23.091          | 13       |      |
| 11                                                                | 14 | Szató Marino         | Campos Racing                 | 21    | +29.564          | 12       |      |
| 12                                                                | 11 | Callum Ilott         | Sauber Junior Team by Charouz | 21    | +41.390          | 5        |      |
| 13                                                                | 17 | Mahaveer Raghunathan | MP Motorsport                 | 21    | +52.478          | 10       |      |
| 14                                                                | 18 | Tatiana Calderón     | BWT Arden                     | 21    | +53.021          | 15       |      |
| 15                                                                | 8  | Luca Ghiotto         | UNI-Virtuosi Racing           | 21    | +1:32.691        | 7        |      |
| Ki                                                                | 10 | Sean Gelael          | Prema Racing                  | 9     |                  | 9        |      |
| Ki                                                                | 5  | Sérgio Sette Câmara  | DAMS                          | 6     | baleseti sérülés | 4        |      |
| Leggyorsabb kör: Mick Schumacher (Prema Racing) 1.35,422 (4. kör) |    |                      |                               |       |                  |          |      |
| Forrás:                                                           |    |                      |                               |       |                  |          |      |

## A bajnokság állása a verseny után
| H  | Versenyzők          | Pont | H  | Konstruktőrök  | Pont |
| -- | ------------------- | ---- | -- | -------------- | ---- |
| 1. | Nyck de Vries       | 225  | 1. | DAMS           | 317  |
| 2. | Nicholas Latifi     | 166  | 2. | UNI-Virtuosi   | 270  |
| 3. | Luca Ghiotto        | 155  | 3. | ART Grand Prix | 231  |
| 4. | Jack Aitken         | 153  | 4. | Campos Racing  | 183  |
| 5. | Sérgio Sette Câmara | 151  | 5. | Carlin         | 177  |